# شانون غالانت
شانون غالانت (بالإنجليزية: Shannon Gallant)‏ هو لاعب دوري الرغبي أسترالي، ولد في 26 فبراير 1986 في سيدني في أستراليا.